# Vertigine
La  vertigine  è una distorsione della percezione sensoriale dell'individuo. Tale distorsione influisce sul movimento della persona dandogli un'errata percezione dello stesso, caratterizzato da perdita di equilibrio; frequentemente essa è di tipo rotatorio.

## Tipologia
Esiste una classificazione a seconda della durata e dalle cause scatenanti:
- Vertigine periferica
- Vertigine centrale
- Vertigine posizionale parossistica benigna (Cupololitiasi)
- Vertigine presincopale

Spesso le persone utilizzano il termine “vertigini” per descrivere una molteplice varietà di sensazioni provate, che vanno dal giramento di testa, allo stordimento, alla debolezza ed anche alla vera vertigine.

## Manifestazioni associate
La vertigine può essere accompagnata da nausea, sincope, mal di testa e più raramente disturbi alla vista (come uno scotoma temporaneo) e vomito.

## Eziologia
A seconda della durata della vertigine si può comprendere quale sia la causa scatenante
- Secondi: vertigine posizionale parossistica benigna;
- Minuti/ore: Sindrome di Menière, sifilide otica, Malattia di Cogan, labirintite;
- Giorni: neuronite vestibolare, neurinoma dell'acustico;
- Periodi più lunghi: disturbi della sfera psicologica.

Nella maggior parte dei casi, la malattia che induce la vertigine è localizzata nell'orecchio, dato che quest'ultimo è un organo anche impiegato al mantenimento dell'equilibrio.
Il labirinto, infatti, è un organo sensoriale che, contemporaneamente da entrambi i lati, invia informazioni al cervello in risposta ad ogni movimento, e solo grazie a questi dati trasmessi l'essere umano è capace di capire in quale posizione si trovi. Quindi è sufficiente aver subito danni ad uno dei due labirinti per avere disturbi di equilibrio.

### Posizionale parossistica benigna
È molto diffusa ed è causata da una alterazione labirintica, indotta da traumi alla testa (colpo di frusta, trauma cranico, ecc.), da malattie vascolari (diabete, ecc.), ipertensione e senilità. È caratterizzata da crisi di breve durata, non molto intense e solitamente non è associata a disturbi uditivi.

### Neurite vestibolare
È piuttosto rara, è facilmente diagnosticabile da un medico specialista e procura episodi gravi di vertigine. Si tratta di un'infiammazione del nervo o dei nuclei nervosi, talvolta di natura virale.

### Otite media cronica
Oltre all'otite e alle sue varianti, bisogna includere tutte quelle malattie dell'orecchio medio che possono danneggiare il labirinto. La colesteatomatosa erode e può danneggiare l'osso temporale che contiene il labirinto.

### Sindrome di Ménière
È caratterizzata da vertigini, diminuzione dell'udito e ronzio auricolare (acufeni). Le crisi di vertigini sono molto intense ed è possibile arrivare alla perdita totale dell'udito, mentre allo stadio iniziale il calo uditivo si ha solo in corrispondenza delle crisi.

### Neuronite vestibolare
A causa di questa malattia, il nervo vestibolare subisce allungamenti o compressioni. Le crisi di vertigine non sono molto gravi anche se persistono nel tempo e sono associabili a ronzii e a una diminuzione dell'udito.

### Pseudovertigine
È una forma di vertigine di origine psicosomatica, di lunga durata, quasi totalmente soggettiva, che può accompagnare il paziente anche per periodi lunghissimi, nell'ordine di mesi o anni. È di pertinenza neuropsichiatrica in quanto difficilmente risponde alle cure tradizionali.

## Terapia
Il trattamento, oltre che al riposo forzato a letto per i casi acuti, consiste nella somministrazione di farmaci soppressori vestibolari, fra cui:
Antistaminici con i principi attivi:
- Meclizina
- Dimenidrinato
- Betaistina

Benzodiazepine con i principi attivi:
- Diazepam
- Clonazepam

Fenotiazine fra cui la proclorperazina, 25 mg in supposta, la prometazina, il trimetobenzamide o la tietilperazina.
Se invece la vertigine risulta ricorrente nella persona è utile l'uso della scopolamina, antiemetici se vi sono sintomi di nausea.
Anche con la fisioterapia e l'esercizio fisico si possono mostrare miglioramenti.
In alcuni casi si ricorre alla microchirurgia otologica che tende a far scomparire la malattia e a migliorare la componente uditiva.

## Esami
Oltre ai normali test dell'apparato uditivo interno (p.e. il Test di Fukuda e il Test di Romberg), altri esami coinvolgono la Risonanza magnetica nucleare e la tomografia computerizzata.